# Liste des lieux de culte du Nouveau-Brunswick
Voici une liste des lieux de culte du Nouveau-Brunswick. Elle n'est pas complète.

## Liste

### Lieux de culte bahaï
- Charters Settlement
  - Maison d'adoration de Charters Settlement
- Dieppe
  - Maison d'adoration de Dieppe
- Douglas
  - Maison d'adoration de Douglas
- Fredericton
  - Maison d'adoration de Fredericton
- Grand Manan
  - Maison d'adoration de Grand Manan
- Hillsborough
  - Maison d'adoration de Hillsborough
- Hopewell Cape
  - Maison d'adoration de Hopewell Cape
- Maces Bay
  - Maison d'adoration de Maces Bay
- Miramichi
  - Maison d'adoration de Miramichi
- Moncton
  - Maison d'adoration de Moncton
- Quispamsis
  - Maison d'adoration de Quispamsis
- Riverview
  - Maison d'adoration de Riverview
- Rothesay
  - Maison d'adoration de Rothesay
- Sackville
  - Maison d'adoration de Sackville
- Saint-Jean
  - Maison d'adoration de Saint-Jean
- Saint-Stephen
  - Maison d'adoration de Saint-Stephen
- Shédiac
  - Maison d'adoration de Shédiac
- Sussex
  - Maison d'adoration de Sussex
- Sussex Corner
  - Maison d'adoration de Sussex Corner

### Lieux de culte chrétiens

#### Lieux de culte anglicans
- Apohaqui
  - Église Ascension d'Apohaqui
- Arthurette
  - Église St. Helen's d'Arthurette
- Baie-du-Vin

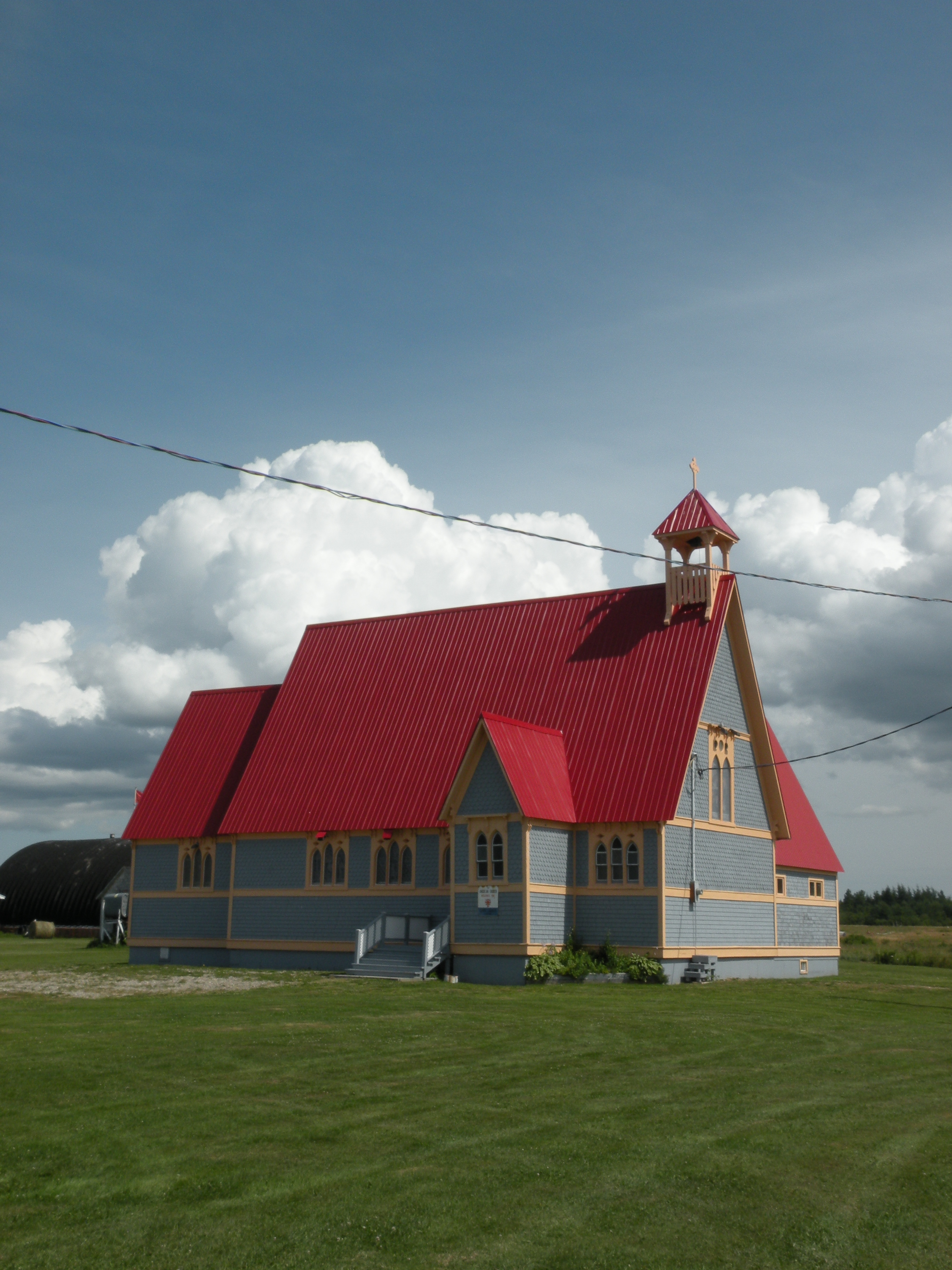
L'église anglicane Christ Church de Clifton

  - Église St. John the Evangelist de Baie-du-Vin
- Baie-Verte
  - Église St. Luke's de Baie-Verte
- Bairdsville
  - Église St. George's de Bairdville
- Barnesville
  - Église St. Barnabus de Barnesville
- Bathurst
  - Église St. George's de Bathurst
- Beaver Dam
  - Église St. John the Evangelist de Beaver Dam
- Belleisle Creek
  - Église St. Simon and St. Jude de Belleisle Creek
- Benton
  - Église St. Mary's de Benton
- Bethel
  - Église Transfiguration de Bethel
- Black River
  - Église St. Thomas de Black River
- Blackville
  - Église Trinity de Blackville
- Bloomfield
  - Église Christ Church de Bloomfield
- Bouctouche
  - Église St. Lawrence de Bouctouche
- Cambridge-Narrows
  - Église Good Shepherd de Cambridge-Narrows
- Campbellton
  - Église Christ Church de Campbellton
- Canterbury
  - Église Holy Trinity de Canterbury
- Cap-de-Shédiac
  - Église St. Martin in the Woods de Cap-de-Shédiac
- Centreville
  - Église St. James de Centreville
- Chamcook

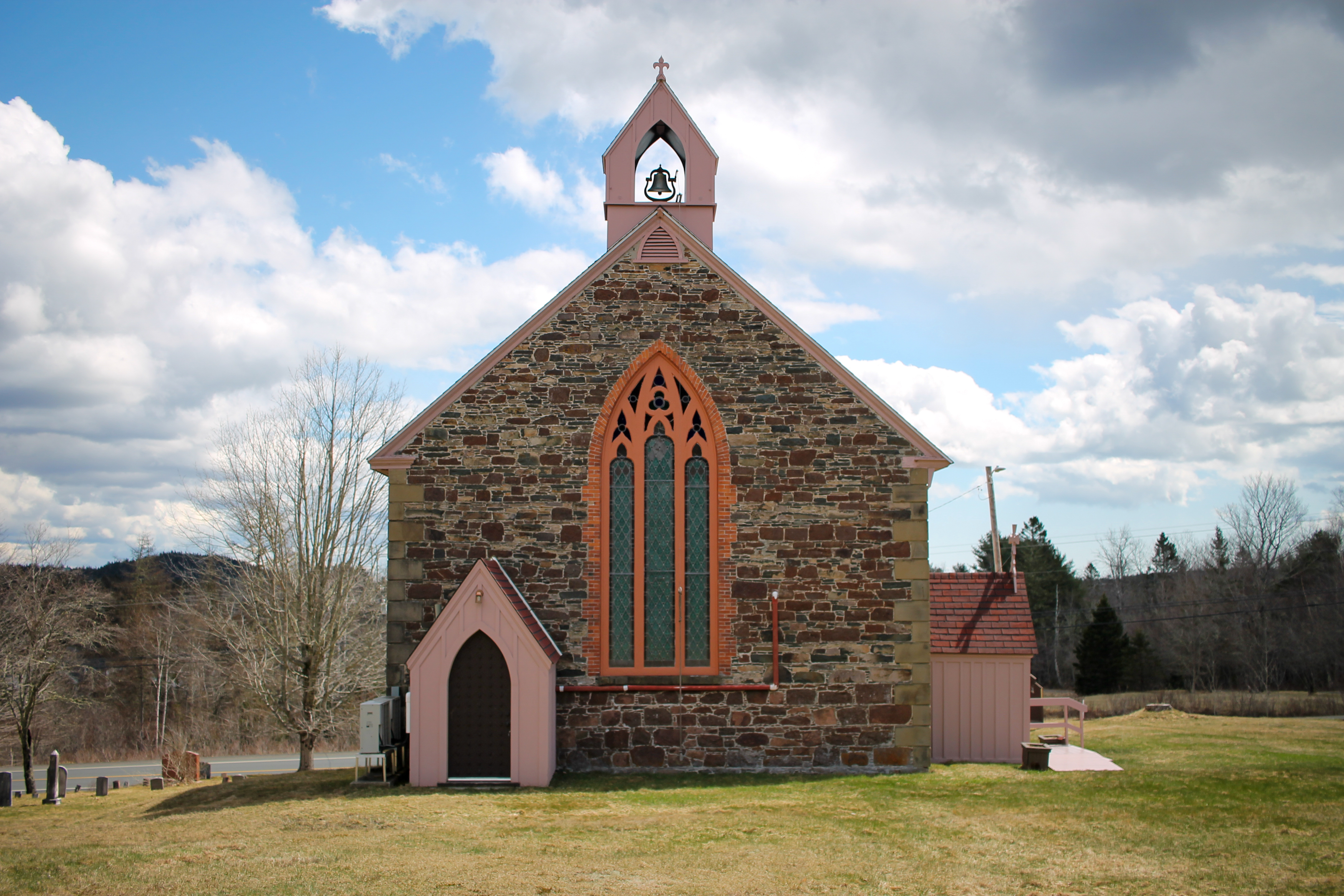
Église St. John the Baptist de Chamcook

  - Église St. John the Baptist de ChamcookÉglise St. John the Baptist de Chamcook
- Chipman
  - Église St. Augustine of Canterbury
- Clifton
  - Église Christ Church de Clifton
- Clifton Royal
  - Église All Saints de Clifton Royal
  - Église St. Paul's de Clifton Royal
- Cross Creek Station
  - Église St. Paul's de Cross Creek Station
- Dalhousie
  - Église St. Mary's de Dalhousie
- Dawsonville
  - Église St. Paul's de Dawsonville
- Doaktown
  - Église St. Andrew's de Doaktown
- Dorchester
  - Église Holy Trinity de Dorchester
- Dumfries
  - Église St. Clement's de Dumfries
- Edmundston
  - Église St. John the Evangelist d'Edmundston
- Elgin
  - Église All Saints d'Elgin
- Elmsville
  - Église Christ Church d'Elmsville
- Escuminac
  - Église St. Peter the Fisherman d'Escuminac
- Flatlands
  - Église St. George's de Flatlands
- Florenceville-Bristol
  - Église Good Shepherd de Florenceville-Bristol
- Fredericton
  - Église All Saints de Marysville
  - Cathédrale Christ Church de Fredericton
  - Église paroissiale Christ Church de Fredericton
  - Chapelle St. Anne's de Fredericton
  - Église St. John the Evangelist de Fredericton
  - Église St. Margaret's de Fredericton
  - Église St. Mary's de Fredericton
- Fredericton Junction
  - Église St. Andrew's de Fredericton Junction
- French Village
  - Église St. Andrew's de French Village
- Gagetown
  - Église St. John's de Gagetown
- Glassville
  - Église Christ Church de Glassville
- Grand Bay-Westfield
  - Église Resurection de Grand Bay-Westfield
- Grand Manan
  - Église Ascension de North Head
  - Église St. Paul's de Grand Harbour
- Gray Rapids
  - Église St. Agnes de Gray Rapids
- Hammond River
  - Église Holy Trinity de Hammond River
- Hampton
  - Église Ascension de Hampton
  - Église St. Paul's de Hampton
- Harcourt
  - Église St. Matthew's de Harcourt
- Hartland
  - Église Holy Trinity de Hartland
- Havelock
  - Église St. Paul's de Havelock
- Highfield
  - Église St. John's de Highfield
- Hillsborough
  - Église St. Mary's de Hillsborough
- Hoyt
  - Église St. Luke's de Hoyt
- Jackson Falls
  - Église St. Mark's de Jackson Falls
- Jeffries Corner
  - Église All Saint's de Jeffries Corner
- Keswick Ridge
  - Église All Saint's de Keswick Ridge
- Kingston
  - Église Trinity de Kingston
- Kirkland
  - Église St. Paul's de Kirkland
- Lepreau
  - Église St. Margaret's de Lepreau
- Long Reach
  - Église St. James de Long Reach
- Lower Jemseg
  - Église St. James de Lower Jemseg
- Lower Woodstock
  - Église Christ Church de Lower Woodstock
- Maces Bay
  - Église Trinity de Maces Bay
- Maugerville
  - Église Christ Church de Maugerville
- McAdam
  - Église St. George's de McAdam
- Millerton
  - Église St. Peter's de Millerton
- Minto
  - Église St. Michael and All Angels de Minto
- Miramichi
  - Église St. Andrew's de Miramichi
  - Église St. Mark's de Miramichi
  - Église St. Mary's de Miramichi
  - Église St. Paul's de Miramichi
- Moncton
  - Église St. Andrew's de Moncton
  - Église St. George's de Moncton
  - Église St. James de Moncton
  - Église St. Philip's de Moncton
- Moores Mills
  - Église St. Thomas de Moores Mills
- Mount Whatley
  - Église St. Mark's de Mount Whatley
- Mundleville
  - Église St. Paul's de Mundleville
- Nackawic
  - Église St. John the Evangelist de Nackawic
- Nasonworth
  - Église Holy Trinity de Nasonworth
- New Maryland
  - Église St. Mary the Virgin de New Maryland
- Norton
  - Église St. Luke's de Norton
- Nouveau-Danemark
  - Église St. Ansgar's de Nouveau-Danemark
- Oak Bay
  - Église St. David's d'Oak Bay
- Oak Point
  - Église St. Paul's d'Oak Point
- Oromocto
  - Église St. John's d'Oromocto
- Pennfield
  - Église Christ Church de Pennfield
- Perth-Andover
  - Église Trinity de Perth-Andover
- Petitcodiac
  - Église St. Andrew's de Petitcodiac
- Plaster Rock
  - Église St. George's de Plaster Rock
- Pointe-du-Chêne
  - Église St. Winnifred's de Pointe-du-Chêne
- Prince William
  - Église All Saint's de Prince William
- Queenstown
  - Église St. Stephen's de Queenstown
- Quispamsis
  - Église St. Augustine's de Quispamsis
  - Église St. Luke's de Quispamsis
- Renforth
  - Église St. James the Less de Renforth
- Rexton
  - Église St. John the Evangelist de Rexton
- Richmond Corner
  - Église St. John's de Richmond Corner
- Ripples
  - Église St. Mary's de Ripples
- Riverglade
  - Église St. Peter's de Riverglade
- Riverside-Albert
  - Église St. Alban's de Riverside-Albert
- Riverview
  - Église St. John the Baptist de Riverview
- Robinsonville
  - Église St. Andrew's de Robinsonville
- Rothesay
  - Église St. Paul's de Rothesay
- Sackville
  - Église St. Paul's de Sackville
- Salisbury
  - Église St. John's de Salisbury
- Salmon Beach
  - Église St. Alban's de Salmon Beach
- Saint-Andrews
  - Église All Saint's de Saint-Andrews
- Saint-George
  - Église St. Mark's de Saint-George
- Saint-Jean
  - Église All Saints de Saint-Jean
  - Église All Saints d'Upper Loch Lomond
  - Église Ascension de Saint-Jean
  - Église Good Shepherd de Saint-Jean
  - Église St. Barnabus de Saint-Jean
  - Église St. George's de Saint-Jean
  - Église St. James de Lakewood
  - Église St. John's de Saint-Jean
  - Église St. John the Baptist and St. Clement de Saint-Jean
  - Église St. Jude's de Saint-Jean
  - Église St. Luke's de Saint-Jean
  - Église St. Mary's and St. Bartholomews de Saint-Jean
  - Église Trinity de Saint-Jean
- Saint-Martins
  - Église Holy Trinity de Saint-Martins
- St. Marys
  - Église St. Mary's de Lower St. Mary's
- Saint-Stephen
  - Église Christ Church de Saint-Stephen
  - Église St. Peter's de Saint-Stephen
- Smithtown
  - Église Holy Trinity de Smithtown
- Springfield
  - Église Trinity de Springfield
- Springhill
  - Église St. Peter's de Springhill
- Stanley
  - Église St. Thomas de Stanley
- Summerfield
  - Église St. Barnabas de Summerfield
- Sussex
  - Église Trinity de Sussex
- Sussex Corner
  - Église St. Mark's de Sussex Corner
- Tay Creek
  - Église St. James de Tay Creek
- Temperance Vale
  - Église St. Luke's de Temperance Vale
- Tracy
  - Église St. Mark's de Tracy
- Upham
  - Église St. Paul's de Upham
- Upper Gagetown
  - Église St. George's d'Upper Gagetown
- Upper Miramichi
  - Église St. James the Greater de Ludlow
  - Église St. John the Evangelist de Carrolls Crossing
  - Église St. Peter's de Boiestown
- Waterborough
  - Église St. Luke's de Waterborough
- Waterford
  - Église St. John the Evangelist de Waterford
- Welshpool
  - Église St. Anne's de Welshpool
- Westcock
  - Église St. Anne's de Westcock
- Wickham
  - Église St. Peter's de Wickham
- Woodstock
  - Église St. Luke's de Woodstock
- Youngs Cove
  - Église All Saints de Youngs Cover
- Zealand
  - Église St. Paul's de Zealand

#### Lieux de culte baptistes
- Alma
  - Église baptiste d'Alma
- Apohaqui
  - Église communautaire Atlantic
- Aroostook
  - Église baptiste d'Aroostook
- Atholville
  - Église baptiste Chaleur d'Atholville
- Bath
  - Église baptiste de Bath
- Bathurst
  - Église baptiste unie Bayview (Bathurst)
- Beaver Harbour
  - Église baptiste de Beaver Harbour
- Beechwood
  - Église baptiste unie de Beechwood
- Birch Ridge
  - Église baptiste unie Bynon Memorial (Canaan Station)
- Blacks Harbour
  - Église baptiste unie Calvary, à Blacks Harbour
- Bridgetown
  - Église baptiste unie Clarence
- Browns Flat
  - Église baptiste unie de Browns Flat
- Burtts Corner
  - Église baptiste de Burtts Corner
- Cambridge-Narrows
  - Première église baptiste de Cambridge-Narrows
- Campbellton
  - Première église baptiste (Campbellton)
- Carlow
  - Église baptiste Pembroke
  - Église baptiste The Center of Hope
- Central Waterville
  - Église baptiste unie de Temperance Vale
- Centreville
  - Église baptiste de Centreville
- Chipman
  - Première église baptiste unie de Chipman
  - Seconde église baptiste unie de Chipman
- Codys
  - Église baptiste de Codys
  - Église baptiste unie de Coles Island
- Coldstream
  - Église baptiste de Coldstream
- Colpitts Settlement
  - Église baptiste unie de Five Points
  - Église baptiste unie Nixon de Colpitts Settlement
- Corn Hill
  - Église baptiste de Corn Hill
- Cumberland Bay
  - Église baptiste unie de Cumberland Bay
  - Première église baptiste unie de Grand Bay
- Dieppe
  - Église Bonne Nouvelle de Dieppe
- Dipper Harbour
  - Église baptiste Seaside
- Dalhousie
  - Église baptiste unie Restigouche
- Dawson Settlement
  - Église baptiste de Dawson Settlement
- Doaktown
  - Église baptiste unie de Doaktow
- Dorchester
  - Première église baptiste unie de Dorchester
- Douglas
  - Église baptiste de Douglas
  - Église baptiste unie de Keswick
- Dundas
  - Église baptiste unie de Dundas
  - Église baptiste Fisher Hill
- Durham Bridge
  - Église baptiste Nashwaak Village
- Elgin
  - Première église baptiste d'Elgin
  - Église baptiste de Goshen
- Fairfield
  - Église baptiste de Fairfield
- Fairhaven
  - Église baptiste unie de Fair Haven
- Fawcett Hill
  - Première église baptiste de North River
- Flatlands
  - Église baptiste de Flatlands
- Florenceville-Bristol
  - Église baptiste de Florenceville
  - Église baptiste Free Will
- Fredericton
  - Église baptiste Grace Memorial
  - Église baptiste de Greenwood Drive
  - Église baptiste de Marysville
  - Église baptiste de Nashwaaksis
  - Église baptiste de la rue Brunswick
  - Église baptiste Skyline Acres
- Fredericton Junction
  - Église baptiste unie de Fredericton Junction
  - Église baptiste unie de Tracy
- French Lake
  - Église baptiste de French Lake
- Geary
  - Église baptiste de Geary
- Grafton
  - Église baptiste de Grafton
- Grand Bay-Westfield
  - Église baptiste de Grand Bay
- Grand Manan
  - Église Community Life de Grand Manan
  - Église baptiste unie de North Head
  - Église baptiste unie de Seal Cove
- Grand-Sault
  - Église baptiste Ortonville
  - Église évangélique de Jésus-Christ
- Hainesville
  - Église baptiste de Stapples Settlement
- Hampton
  - Église baptiste unie de Central Norton
- Hanwell
  - Église communautaire de Hanwell
- Harcourt
  - Église baptiste de Grangeville
- Hartin Settlement
  - Église baptiste unie Marne
- Hartland
  - Église baptiste unie de Hartland
- Harvey
  - Église baptiste de Harvey
  - Première église baptiste de Harvey
- Havelock
  - Église baptiste unie de Havelock
- Hillgrove
  - Église baptiste unie de Hillgrove
- Hillsborough
  - Église baptiste d'Albert Mines
  - Église baptiste de Hillsborough
  - Église baptiste de la Vallée
- Hopewell Hill
  - Église baptiste de Hopewell Hill
- Island View
  - Église baptiste d'Island View (anciennement Première Kingsclear)
- Jacksonville
  - Église baptiste unie de Jacksonville
- Kiersteadville
  - Église baptiste unie de Kiersteadville
- Kingston
  - Église baptiste de Kingston
- Knowlesville
  - Église baptiste unie de Knowlesville
- Lamberts Cove
  - Église baptiste unie de Lamberts Cove
- Lewis Mountain
  - Église baptiste unie de Lewis Mountain
- Lincoln
  - Église baptiste de Lincoln
- Lindsay
  - Église baptiste unie de Lindsay
- Lower Cape
  - Église baptiste de Lower Cape
- Lower Coverdale
  - Église baptiste unie de Lower Coverdale
- Lower Derby
  - Église baptiste unie de Lower Derby
- Lower Millstream
  - Église baptiste unie de Head of Millstream
  - Église baptiste de Keirstead Mountain
  - Église baptiste unie de Lower Millstream
  - Église baptiste unie Snider Mountain
- Mactaquac
  - Église baptiste de Mactaquac
- Mann Settlement
  - Église baptiste de Mann Settlement
- Maquapit Lake
  - Église baptiste de Lakeville Corner
- Maugerville
  - Église baptiste unie de Maugerville
- McAdam
  - Église baptiste unie Rockland Drive
- Meadowbrook
  - Église baptiste unie de Calhoun
- Meductic
  - Église baptiste unie de Meductic
- Millville
  - Église baptiste de Millville
- Minto
  - Église baptiste unie de Minto
- Miramichi
  - Église baptiste de Newcastle
  - Église baptiste de la rue Wellington
- Moncton
  - Église baptiste unie de Berry Mills
  - Église baptiste unie de Cherryfield
  - Église baptiste de la rue Highfield
  - Église baptiste de Hillside
  - Église baptiste de Lewisville
  - Église baptiste unie de Midgic
  - Première église baptiste unie de Moncton
  - Église baptiste Pointe-du-Chêne
  - Église baptiste de Sunny Brae
  - Église The Journey
  - Église baptiste unie Uplands
  - Église baptiste West Lane
- Mount Pleasant
  - Église baptiste unie de Mount Pleasant
- Nackawic
  - Église baptiste de Nackawic
- Nasonworth
  - Église baptiste de Nasonworth
- Nerepis
  - Église baptiste unie de Nerepis
- New Canaan
  - Église baptiste unie de Canaan
- New Horton
  - Église baptiste de New Horton
- New Maryland
  - Église baptiste Faith de New Maryland
- Newcastle Creek
  - Église baptiste unie de Newcastle Creek
- Middle Southampton
  - Église baptiste unie Middle Southampton
- Norton
  - Église baptiste Midland
  - Église baptiste unie de Norton
- Oromocto
  - Église baptiste d'Oromocto
  - Église baptiste Sovereign Grace
- Parkindale
  - Seconde église baptiste unie d'Elgin
- Peel
  - Église baptiste unie de Peel
- Penobsquis
  - Église baptiste de Penobsquis
- Perth-Andover
  - Église baptiste de Perth-Andover
- Petitcodiac
  - Église baptiste de Petitcodiac
- Plaster Rock
  - Église baptiste unie de Plaster Rock
  - Église baptiste unie Sisson Ridge
- Pocologan
  - Église baptiste unie de Pocologan
- Portage Vale
  - Église baptiste unie de Portage Vale
- Queenstown
  - Église baptiste unie de Queenstown
- Quispamsis
  - Église baptiste unie Kennebecasis
- Rexton
  - Église baptiste Victory
- Richibucto
  - Église Baptiste Française de Richibouctou
- River Glade
  - Église baptiste Middlesex
  - Église baptiste unie de Riverglade
- Riverside-Albert
  - Église baptiste de Riverside-Albert
- Riverview
  - Église baptiste de Gunningsville
  - Église baptiste unie de Gunningsville
  - Église baptiste de Riverview
  - Église baptiste Whitepine
- Rolling Dam
  - Église baptiste unie de Rolling Dam
- Rusagonis
  - Église baptiste de Rusagonis
- Sackville
  - Église baptiste de Middle Sackville
- Saint-Andrews
  - Église baptiste de Saint-AndrewsÉglise baptiste de Saint-Andrews
- Sainte-Anne-de-Madawaska

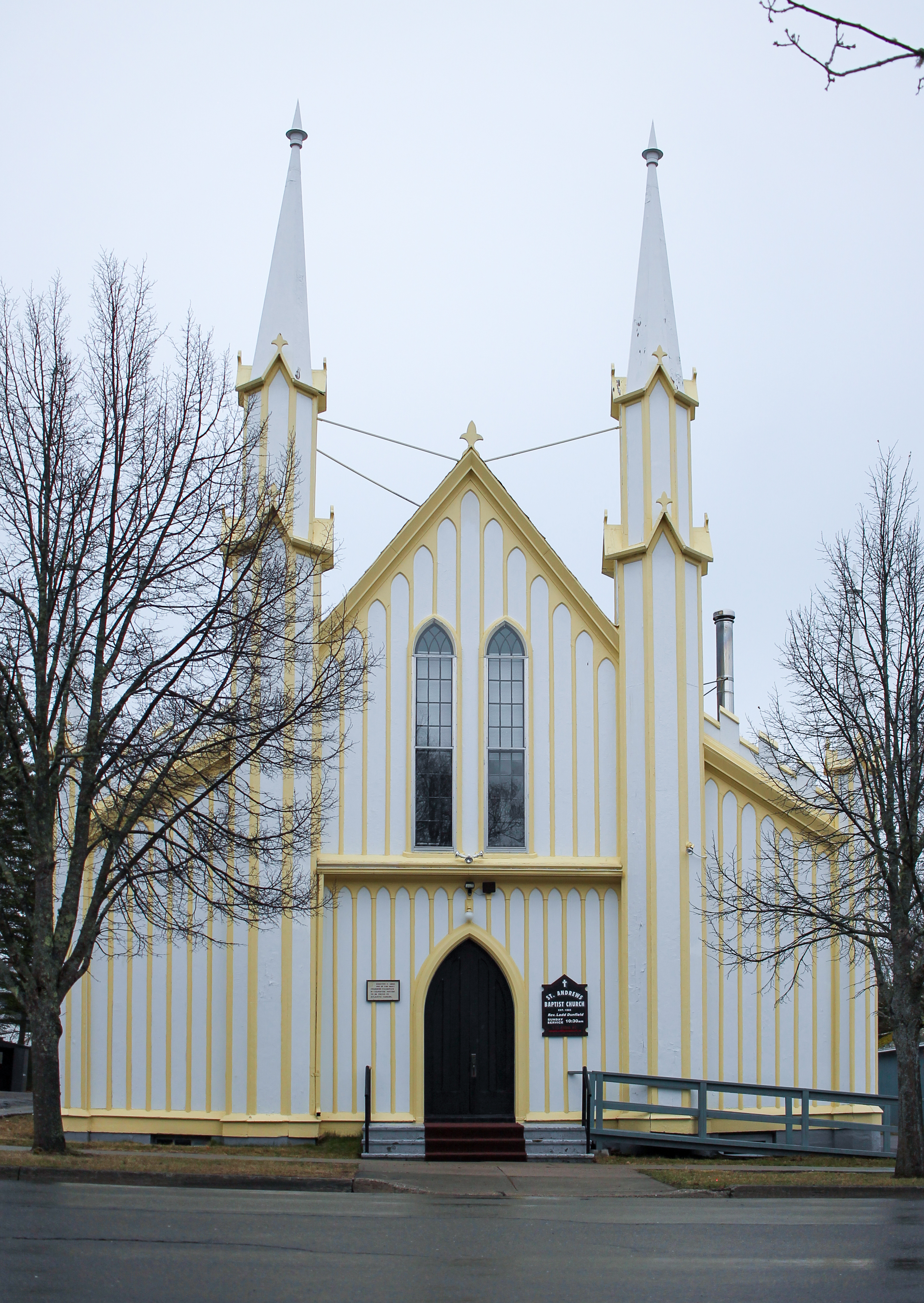
Église baptiste de Saint-Andrews

  - Église évangéliste baptiste de Sainte-Anne-de-Madawaska
- Saint-George
  - Église baptiste de Saint-George
- Saint-Jean
  - Église baptiste unie de l'Avenue Edith
  - Église baptiste Cornerstone
  - Église baptiste unie de Forest Hills
  - Église baptiste unie de Hillcrest
  - Église baptiste de Lancaster
  - Église RiverCross
  - Église baptiste unie Tabernacle
- Saint-Léonard
  - Assemblée baptiste évangélique de Saint-Léonard
- Saint-Martins
  - Église baptiste de Saint-Martins
- Saint-Stephen
  - Église baptiste Atlantic de la rue Union
- Salem
  - Église baptiste de Salem
- Salisbury
  - Église baptiste de Salisbury
- Salt Springs
  - Église baptiste de Salt Springs
- Scotch Settlement
  - Église baptiste de Scotch Settlement
- Second North River
  - Église baptiste de Second North River
- Second Falls
  - Église baptiste unie de Pennfield
  - Église baptiste unie de Second Falls
- Shédiac
  - Église communautaire Shediac Bay
- Smithtown
  - Église communautaire Hammond Valley
- Steeves Mountain
  - Église baptiste Steeves Mountain
- Stoney Creek
  - Église baptiste de Stoney Creek
- Sussex
  - Église baptiste de Collina
  - Église baptiste de Sussex
- Tilley
  - Église baptiste unie Forest Glen
- Tracadie-Sheila
  - Église Espoir et Vie
- Tracey Mills
  - Église baptiste unie de Tracey Mills
  - Église baptiste unie d'Upper Knoxford
- Turtle Creek
  - Église baptiste unie de Lower Turtle Creek
- Upper Blackville
  - Église baptiste unie d'Upper Blackville
- Upper Gagetown
  - Église baptiste unie d'Upper Gagetown
- Upper Kingsclear
  - Église baptiste d'Upper Kingsclear
- Upper Miramichi
  - Église baptiste unie de Blissville
  - Église baptiste unie de Ludlow
- Upper Salmon Creek
  - Église baptiste unie Salmon Creek
- Waterborough
  - Église baptiste de Waterborough
- Waterville
  - Église baptiste unie de Waterville
- Weldon
  - Église baptiste unie de Weldon
- Wheaton Settlement
  - Église baptiste Wheaton Settlement
- Whites Cove
  - Église baptiste de Jemseg
- Wicklow
  - Église baptiste unie de Wicklow
- Wilsons Beach
  - Église baptiste unie de Wilsons Beach
- Wirral
  - Église baptiste unie de Wirral
- Woodstock
  - Église baptiste de Woodstock

#### Lieux de culte catholiques romains
- Acadieville
  - Église de l'Immaculée-Conception d'Acadieville
- Adamsville
  - Église Saint-Timothée d'Adamsville
- Allardville
  - Église Christ Roi d'Allardville
- Anderson Road
  - Église Saint Theresa of the Child Jesus d'Anderson Road
- Arooostook
  - Église Our Lady of Mercy d'Aroostook
- Atholville
  - Église Notre-Dame-de-Lourdes d'Atholville
- Balmoral
  - Église Saint-Benoîte de Balmoral
- Baie-Sainte-Anne
  - Église Sainte-Anne de Baie-Sainte-Anne
- Baker-Brook
  - Église Saint-Cœur-de-Marie de Baker-Brook
- Barachois
  - Église Saint-Henri de Barachois
- Barnaby River
  - Église Most Pure Heart of Mary de Barnaby River
- Bartibog Bridge
  - Église Sts. Peter and Paul de Bartibog Bridge
- Bas-Caraquet
  - Église Saint-Paul de Bas-Caraquet
- Bath
  - Église St. Joseph's de Bath
- Bathurst
  - Cathédrale du Sacré-Cœur de Bathurst
  - Église Notre-Dame-du-Rosaire de Bathurst
  - Église Holy Family
- Beaverbrook
  - Église de l'Ascension de Beaverbrook
- Belledune
  - Église Saint Gabriel the Archangel
  - Église Saint John the Evangelist
- Benjamin River
  - Église Our Lady of the Visitation
- Beresford
  - Église Saint-Nom-de-Jésus
- Bertrand
  - Église Saint-Joachim de Bertrand
- Blacks Harbour
  - Église Stella Maris de Blacks Harbour
- Blackville
  - Église St. Raphael's de Blackville
- Blue Bell
  - Église Assumption de Blue Bell
- Boiestown
  - Église St. Joachim's de Boiestown
- Bouctouche
  - Église Saint-Jean-Baptiste de Bouctouche
- Brantville
  - Église Saint-Louis de Brantville
- Première nation de Burnt Church
  - Église St. Ann's de Burnt Church
- Campbellton
  - Église Marie-Reine de Campbellton
  - Église Notre-Dame-des-Neiges de Campbellton
  - Église Saint Thomas Aquinas
- Cap-Pelé
  - Église Sainte-Thérèse-d'Avilla de Cap-Pelé
- Caraquet
  - Église Saint-Pierre-aux-Liens de Caraquet
  - Sanctuaire Sainte-Anne-du-Bocage
- Charlo
  - Église Saint-François-Xavier de Charlo
- Chimougoui
  - Église Saint-Timothée de Chimougoui
- Chipman
  - Église St. Joseph's de Chipman
- Clair
  - Église Saint-François-d'Assisse de Clair
- Cocagne
  - Église Saint-Pierre de Cocagne
- Collette
  - Église Notre-Dame-de-Fatima de Collette
- Connors
  - Église Notre-Dame-du-Rosaire de Connors
- Covedell
  - Église Saint-Georges de Covedell
- Dalhousie
  - Église du Martyre-de-Saint-Jean-Baptiste de Dalhousie
  - Église Saint John Bosco de Dalhousie
- Debec
  - Église St. Agnes de Debec
- Dieppe

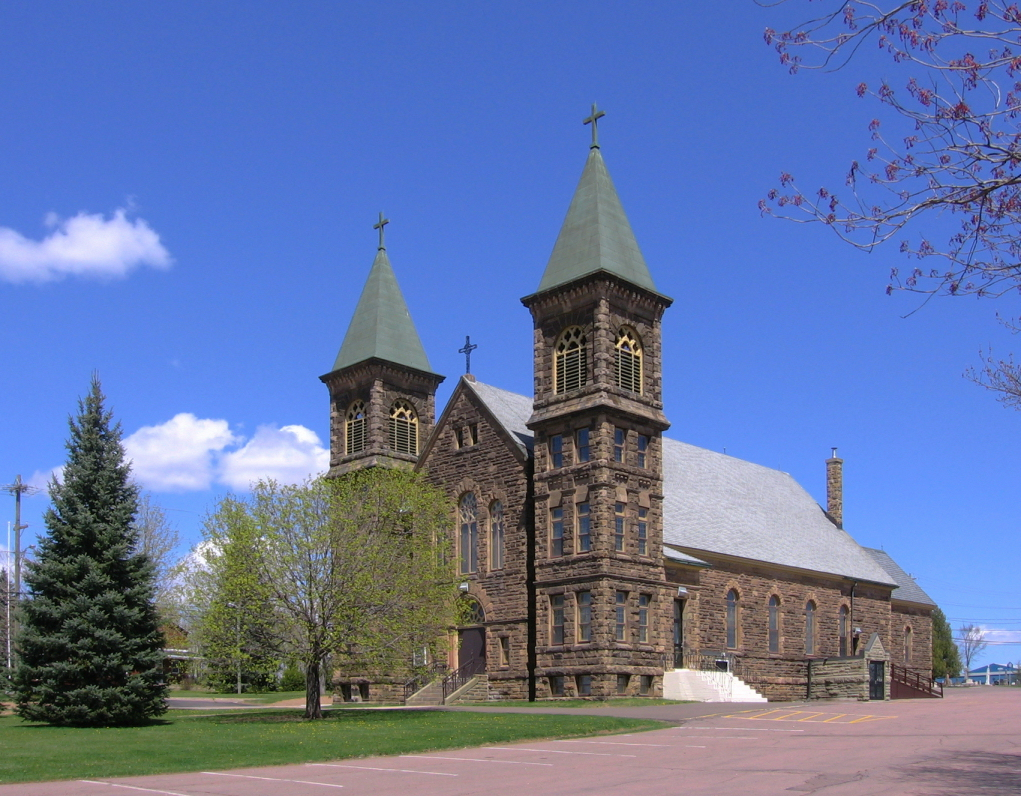
L'église catholique romaine Saint-Anselme de Dieppe.

- - Église Notre-Dame-de-Lorette de Dieppe
  - Église Saint-Ansèlme de Dieppe
  - Église Sainte-Thérèse-de-l'Enfant-Jésus de Dieppe
- Drummond
  - Église Saint-Michel de Drummond
- Dundee
  - Église Saint-Jean-Marie-Vianney de Dundee
- Edmundston
  - Cathédrale de l'Immaculée-Conception d'Edmundston
  - Église Notre-Dame-des-Sept-Douleurs d'Edmundston
  - Église Saint-Basile-de-Grand d'Edmundston
  - Église Saint-Jacques-le-Majeur d'Edmundston
  - Église Saint-Joseph d'Edmundston
- Eel River Crossing
  - Église Sainte-Trinité d'Eel River Crossing
- Elsipogtog
  - Église St. Ann's d'Elsipogtog
- Fredericton
  - Église Holy Family de Fredericton
  - Église Our Lady of Fatima de Fredericton
  - Église Sainte-Anne-des-Pays-Bas de Fredericton
  - Église St. Anthony's de Fredericton
  - Église St. Dunstan's de Fredericton
  - Église St. Theresa's de Fredericton
  - Chapelle St. Thomas de l'Université du Nouveau-Brunswick
- Glen Levit
  - Église Saint Anthony de Glen Levit
- Grand Bay-Westfield
  - Église St. Augustine's de Grand Bay-Westfield
  - Église St. Matthew's de Grand Bay-Westfield
- Grand-Sault
  - Église Saint-Georges de Grand-Sault
  - Église de l'Assomption de Grand-Sault
- Grande-Anse
  - Église Saint-Simon-et-Saint-Jude de Grande-Anse
- Grande-Digue
  - Église La Visitation de Grande-Digue
- Hampton
  - Église St. Alphonsus de Hampton
- Haute-Aboujagane
  - Église du Sacré-Cœur de Haute-Aboujagane
- Inkerman
  - Église Saint-Michel
- Irishtown
  - Église St. Lawrence O'Toole d'Irishtown
- Johnville
  - Église St. John the Evangelist de Johnville
- Kedgwick
  - Église Notre-Dame-des-Prodiges de Kedgwick
- Première nation de Kingsclear
  - Église St. Ann's de Kingsclear
- Lac-Baker
  - Église Saint-Thomas-d'Aquin de Lac-Baker
- Lagacéville
  - Église Saint-Augustin de Lagacéville
- Lamèque
  - Église Notre-Dame-des-Flots de Lamèque
- Lavilette
  - Église Saint-Dominique-Savio de Lavilette
- Le Goulet
  - Église Marie-Médiatrice de Le Goulet
- Limestone Siding
  - Église Saint Patrick de Limestone Siding
- Lincoln
  - Église St. Francis of Assisi de Lincoln
- Lorne
  - Église Sainte-Maria-Goretti de Lorne
- Maisonnette
  - Église Saint-Théophile de Maisonnette
- McAdam
  - Église St. Clement's de McAdam
- Melrose
  - Église St. Bartholomew's de Melrose
- Memramcook
  - Église Notre-Dame-de-l'Annonciation de Pré-d'en-Haut
  - Église Notre-Dame-de-Lourdes de Memramcook
  - Chapelle Sainte-Anne de Beaumont
  - Église Saint-Thomas de Memramcook
- Première nation de Metepenagiag
  - Église St. Thomas the Apostle de Metepenagiag
- Minto
  - Église Holy Rosary de Minto
- Miramichi
  - Église Nativité de la Bienheureuse Vierge Marie (Nativity of the Blessed Virgin Mary) de Miramichi
  - Église St. Andrew's de Miramichi
  - Église St. Mary's de Miramichi
  - Basilique Saint Michael's de Miramichi
  - Église St. Patrick's de Miramichi
  - Église St. Samuel's de Miramichi
- Miscou
  - Église Saint-Antoine-de-Padoue de Miscou
- Moncton
  - Église du Christ-Roi de Moncton
  - Église Holy Family de Moncton
  - Chapelle Notre-Dame-d'Acadie de l'Université de Moncton
  - Cathédrale Notre-Dame-de-l'Assomption de Moncton
  - Église Notre-Dame-de-Grâce de Moncton
  - Église Notre-Dame-de-la-Paix de Moncton
  - Église St. Bernard's de Moncton
  - Église St. Augustine's de Moncton
  - Église Saint-Louis-de-France de Moncton
  - Église St. Michael's de Moncton
- Nackawic
  - Église Sts. Simon and Jude de Nackawic
- Nash Creek
  - Église Saint-Joseph de Nash Creek
- New Maryland
  - Église Sts. John and Paul de New Maryland
- Norton
  - Église Sacred Heart de Norton
- Notre-Dame
  - Église Notre-Dame-du-Sacré-Cœur de Notre-Dame
- Notre-Dame-des-Érables
  - Église Notre-Dame-Auxilliatrice de Notre-Dame-des-Érables
- Néguac
  - Église Saint-Bernard de Néguac
- Notre-Dame-de-Lourdes
  - Église Notre-Dame-de-Lourdes de Notre-Dame-de-Lourdes
- Oromocto
  - Église Saint-Vincent-de-Paul d'Oromocto
- Paquetville
  - Église Saint-Augustin de Paquetville
- Perth-Andover
  - Église Saint Mary of the Angels de Perth-Andover
- Petit-Rocher
  - Église Saint-Polycarpe de Petit-Rocher
- Petite-Rivière-de-l'Île
  - Église Sainte-Cécile de Petite-Rivière-de-l'Île
- Pigeon Hill
  - Église Saint-Pie X de Pigeon Hill
- Plaster Rock
  - Église Saint Thomas Aquinas de Plaster Rock
- Pointe-du-Chêne
  - Église Our Lady of Mercy de Pointe-du-Chêne
- Pointe-Sapin
  - Église Saint-Joseph de Pointe-Sapin
- Pointe-Verte
  - Église Saint-Vincent-de-Paul de Pointe-Verte
- Pokemouche
  - Église de l'Immaculée-Conception de Pokemouche
- Pont-Landry
  - Église Saints-Martys-Canadiens de Pont-Landry
- Port-Elgin
  - Église St. Clement's de Port-Elgin
- Quispamsis
  - Église St. Mark's de Quispamsis
- Renous
  - Église St. Bridget's de Renous
- Rexton
  - Église Immaculate Conception de Rexton
- Richibouctou
  - Église Saint-Louis-de-Gonzague de Richibouctou
- Richibouctou-Village
  - Église Saint-Antoine-de-Padoue de Richibouctou-Village
- Riverview
  - Église Immaculate Heart of Mary de Riverview
- Riverside-Albert
  - Église Holy Ghost
- Rivière-du-Portage
  - Église de l'Immaculée-Conception de Rivière-du-Portage
- Rivière-Verte
  - Église Sacré-Cœur-de-Jésus de Rivière-Verte
- Robertville
  - Église Sainte-Thérèse-d'Avila de Robertville
- Rogersville
  - Église Saint-François-de-Sales de Rogersville
- Rothesay
  - Église Our Lady of the Perpetual Help de Rothesay
- Sackville
  - Église St. Vincent's de Sackville
- Saint-André
  - Église Saint-André de Saint-André
- Saint-Andrews
  - Église St. Andrew à Saint-AndrewsÉglise St. Andrew's de Saint-Andrews
- Sainte-Anne-de-Kent

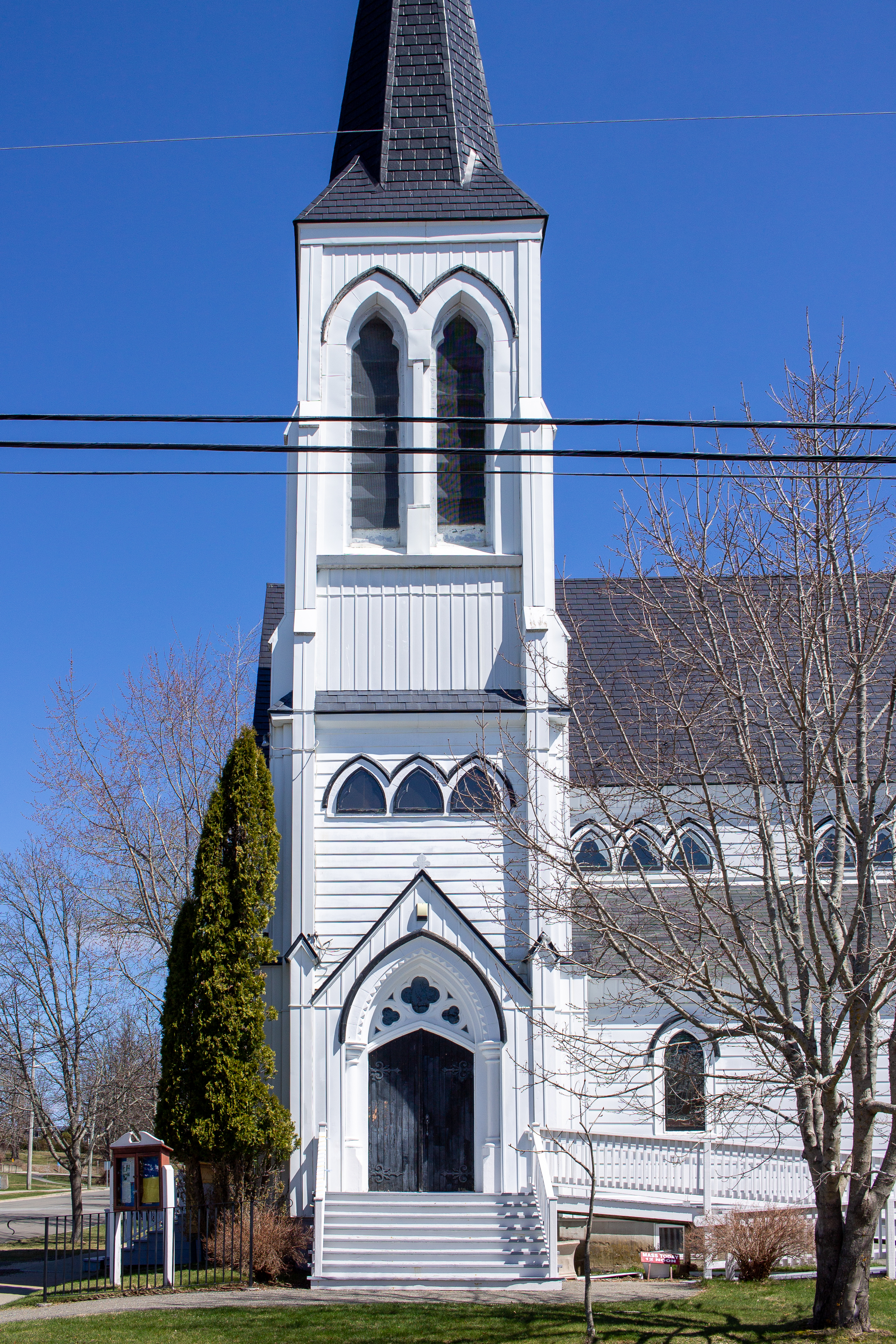
Église St. Andrew à Saint-Andrews

  - Église Sainte-Anne de Sainte-Anne-de-Kent
- Sainte-Anne-de-Madaouaska
  - Église Sainte-Anne de Sainte-Anne-de-Madawaska
- Saint-Antoine
  - Église Saint-Antoine-l'Ermitte de Saint-Antoine
- Saint-Athur
  - Église Notre-Dame-de-Fatima de Saint-Arthur
- Saint-Charles
  - Église Saint-Charles-Borromée de Saint-Charles
- Saint-François-de-Madawaska
  - Église Saint-François-Xavier de Saint-François-de-Madawaska
- Saint-George
  - Église St. George's de Saint-George
- Saint-Hilaire
  - Église Saint-Hilaire de Saint-Hilaire
- Saint-Ignace
  - Église Saint-Ignace-de-Loyola de Saint-Ignace
- Saint-Irénée
  - Église Saint-Irénée de Saint-Irénée
- Saint-Isidore
  - Église Saint-Isidore de Saint-Isidore
- Saint-Jean
  - Cathédrale Immaculate Conception de Saint-Jean
  - Église Holy Trinity de Saint-Jean
  - Église Our Lady of the Assumption de Saint-Jean
  - Église St. Ann's de Saint-Jean
  - Église Saint-François-de-Sales de Saint-Jean
  - Église St. Joachim's de Saint-Jean
  - Église St. John the Baptist de Saint-Jean
  - Église St. Joseph's de Saint-Jean
  - Église St. Peter's de Saint-Jean
  - Église St. Pius X de Saint-Jean
  - Église St. Rose of Lima de Saint-Jean
  - Église Stella Maris de Saint-Jean
- Saint-Jean-Baptiste-de-Ristigouche
  - Église Saint-Jean-Baptiste de Saint-Jean-Baptiste-de-Ristigouche
- Saint-Léolin
  - Église Sainte-Marguerite-Bourgeoys de Saint-Léolin
- Saint-Léonard
  - Église Saint-Léonard-de-Port-Maurice de Saint-Léonard
- Saint-Léonard–Parent
  - Église Saint-Antoine-de-Padoue de Saint-Léonard–Parent
- Saint-Louis
  - Église Saint-Louis-de-Français de Saint-Louis
- St. Margarets
- Église St. Margaret's de St. Margarets
- Sainte-Marie
  - Église Notre-Dame-du-Mont-Carmel de Sainte-Marie
- Sainte-Marie–Saint-Raphaël
  - Église Saint-Raphaël de Sainte-Marie–Saint-Raphaël
- Saint-Martin-de-Ristigouche
  - Église Notre-Dame-de-la-Paix de Saint-Martin-de-Ristigouche
- Saint-Norbert
  - Église Saint-Norbert de Saint-Norbert
- Saint-Paul
  - Église Saint-Paul de Saint-Paul
- Saint-Quentin
  - Église du Très-Saint-Sacrement de Saint-Quentin
- Sainte-Rose
  - Église Sainte-Rose-de-Lima de Sainte-Rose
- Saint-Sauveur
  - Église Sainte-Bernadette-Soubirous de Saint-Sauveur
- Saint-Simon
  - Église Saint-Simon de Saint-Simon
- Saint-Stephen
  - Église Holy Rosary de Saint-Stephen
  - Église St. Stephen's de Saint-Stephen
- Sackville
  - Église St. Francis Xavier de Sackville
- Salisbury
  - Église St. Jude de Salisbury
- Scoudouc
  - Église Saint-Jacques-le-Majeur de Scoudouc
- Sevogle
  - Église St. James' de Sevogle
- Shédiac
  - Église Saint-Joseph de Shédiac
- Sheila
  - Église Notre-Dame-de-la-Salette de Sheila
- Shippagan
  - Église Saint-Jérôme de Shippagan
- South Branch
  - Église St. Peter's de South Branch
- Stanley
  - Église St. Patrick's de Stanley
- Tilley
  - Église St. Joseph de Tilley
- Tobique
  - Église St. Ann de Tobique
- Tracadie
  - Église Saint-Joseph-et-Saint-Jean-Baptiste de Tracadie
  - Sanctuaire Saint-Joseph
- Val-d'Amours
  - Église Notre-Dame-du-Sacré-Cœur de Val-d'Amours
- Woodstock
  - Église St. Gertrude's de Woodstock

#### Lieux de culte catholiques maronites
- Fredericton
  - Église St. Charbel's de Fredericton

#### Lieux de culte de l'Église unie du Canada
- Bathurst
  - Première église unie de Bathurst
- Blackville
  - Église St. Raphael's de Blackville
- Campbellton
  - Première église unie de Campbellton
- Dalhousie
  - Église St. John's de Dalhousie
- Hillsborough
  - Église unie de Hillsborough
- Miramichi
  - Église St. James' and St. John's de Miramichi
- Riverview
  - Église unie Coverdale
- Shippagan
  - Église Saint John de Shippagan

#### Lieux de culte luthériens
- Moncton
  - Église Good Shepherd de Moncton
- Saint-Jean
  - Église luthérienne de Saint-Jean

#### Lieux de culte orthodoxes
- Saint-Jean
  - Église orthodoxe grecque St. Nicholas de Saint-Jean

#### Lieux de culte pentecôtistes
- Bath
  - Église pentecôtiste unie de Bath
- Bathurst
  - Église pentecôtiste Apostolic Bible de Bathurst
- Big Cove
  - Église pentecôtiste The Potter's House de Big Cove
- Blacks Harbour
  - Pentecostal Lighthouse de Blacks Harbour
- Blackville
  - Église pentecôtiste unie New Life de Blackville
- Campbellton
  - Église pentecôtiste Life de Campbellton
- Canaan
  - Église pentecôtiste unie Spirit of Freedom de Canaan
- Centreville
  - Truth Temple de Centreville
- Chipman
  - Église pentecôtiste unie de Chipman
- Dalhousie
  - Église pentecôtiste unie New Life de Dalhousie
- Doaktown
  - Église pentecôtiste unie de Doaktown
- Edmundston
  - Première église pentecôtiste unie d'Edmundston
- Four Falls
  - Église pentecôtiste unie de Four Falls
- Fredericton
  - Église communautaire Capital de Fredericton
- Geary 
  - Église pentecôtiste unie de Geary
- Grand Bay-Westfield
  - Église pentecôtiste unie River Valley de Grand Bay
- Gray Rapids
  - Église pentecôtiste unie de Gray Rapids
- Harcourt
  - Église pentecôtiste unie de Harcourt
- Harvey
  - Église pentecôtiste unie de Harvey
- Hatfield Point
  - Église pentecôtiste Outreach de Hatfield Point
- Hillsborough
  - Église pentecôtiste New Life de Hillsborough
- Holtville
  - Première église pentecôtiste de Miramichi
- Hoyt
  - Église pentecôtiste unie de Hoyt
- Juniper
  - Église pentecôtiste unie de Juniper
- Kouchibouguac
  - Église pentecôtiste unie de Kouchibouguac
- McAdam
  - Église Voice of Pentecost de McAdam
- McNamee
  - Assemblée pentecôtiste de McNamee
- Millville
  - Église pentecôtiste unie de Millville
- Minto
  - Église pentecôtiste unie de Minto
- Miramichi
  - Église pentecôtiste Family Worship Center de Miramichi
  - Église Pentecostals de Miramichi
- Moncton
  - Église pentecôtiste Truth Tabernacle du Grand Moncton
- Nasonworth
  - Pentecostal Church in Motion de Nasonworth
- Néguac
  - Église pentecôtiste Bible de Néguac
- Noonan
  - Église pentecôtiste unie de Noonan
- Nouveau-Danemark
  - Grace and Truth Tabernacle de Nouveau-Danemark
- Old Ridge
  - Église pentecôtiste unie d'Old Ridge
- Perth-Andover
  - Calvary Tabernacle de Perth-Andover
- Petitcodiac
  - Église pentecôtiste Petitcodiac Lighthouse Assembly
- Petit-Rocher
  - Église pentecôtiste Une Nouvelle Vie de Petit-Rocher
- Ripples
  - Église pentecôtiste unie de Ripples
- Riverview
  - Église pentecôtiste Apostolic Lighthouse UPC de Riverview
- Sackville
  - Église pentecôtiste unie de Sackville
- Saint-Andrews
  - Église pentecôtiste unie de Saint-Andrews
- Sainte-Anne-de-Madawaska
  - Église pentecôtiste unie de Sainte-Anne-de-Madawaska
- Saint-George
  - Église Cornerstone Tabernacle de Saint-George
- Saint-Jean
  - Première église pentecôtiste unie de Saint-Jean
  - Église Torch for Truth Tabernacle de Saint-Jean
- Salisbury
  - Église pentecôtiste unie Calvary de Salisbury
- Sussex
  - Église pentecôtiste Abundant Life de Sussex
- Taymouth
  - Église pentecôtiste Nashwaak Valley de Taymouth
- Temperance Vale
  - Église pentecôtiste unie de Temperance Vale
- Upper Blackville
  - Église pentecôtiste unie d'Upper Blackville
- Upper Kent
  - Église pentecôtiste unie d'Upper Kent
- Wilsons Beach
  - Église pentecôtiste unie de Wilsons Beach
- Woodstock
  - Église pentecôtiste unie du calvaire de Woodstock
- Zealand
  - Église pentecôtiste unie de Zealand

##### Lieux de culte Foursquare Gospel
- Alma
  - Église Healing Waters d'Alma
- Bathurst
  - Bathurst Christian Fellowship
- Kingston
  - Église Foursquare Kingston Peninsula
- Saint-Jean
  - Église Amazing Love Fellowship de Saint-Jean

#### Lieux de culte presbytériens
- Barnesville
  - Église presbytérienne de Barnesville
- Campbellton
  - Église Knox de Campbellton
- Dalhousie
  - Église presbytérienne de Dalhousie
- Fredericton
  - Église presbytérienne libre de Fredericton
  - Église St. Andrews de Fredericton
- Hampton
  - Église presbytérienne de Hampton
- Hanwell
  - Église St. James de Hanwell
- Harvey
  - Église presbytérienne Knox de Harvey
- Kingsclear
  - Église St. James de Kingsclear
- Miramichi
  - Église Calvin de Miramichi
  - Église Covenant de Miramichi
  - Église St. James de Miramichi
- Moncton
  - Église presbytérienne associée réformée Mount Zion de Moncton
  - Église Revival House Fellowship de Moncton
  - Église St. Andrews de Moncton
- Riverview
  - Église Bethel de Riverview
- Sackville
  - Église St. Andrews de Sackville
- Saint-Jean
  - Église St. John and St. Stephen de Saint-Jean
  - Église St. Matthews
- Saint-Stephen
  - Église St, Stephen's de Saint-Stephen
- Sunny Corner
  - Église presbytérienne de Sunny Corner
- Tabusintac
  - Église St. John's de Tabusintac
- Woodstock
  - Église St. Paul's de Woodstock
  - Église Trinity de Woodstock

#### Lieux de culte des Témoins de Jéhovah
- Bathurst
  - Salle du Royaume de Bathurst
- Saint-Jean
  - Salle du Royaume Bayside de Saint-Jean
  - Salle du Royaume North End de Saint-Jean
- Village-Blanchard
  - Salle du Royaume de Village-Blanchard

#### Lieux de culte wesleyens (Méthodisme)
- Blacks Harbour
  - Église wesleyenne de Blacks Harbour
- Browns Flat
  - Église wesleyenne de Browns Flat
  - Camp de l'île Caton
- Florenceville-Bristol
  - Église wesleyenne Trinity
- Fredericton
  - Église wesleyenne de l'avenue Corbett
  - Église wesleyenne Crosspoint
  - Église welseyenne Fredericton Journey
- Grand Bay-Westfield
  - Église wesleyenne River Valley
- Hartland
  - Église wesleyenne de Hartland
- Havelock
  - Église wesleyenne de Havelock
- Head of Millstream
  - Église wesleyenne de Millstream
- Lower Brighton
  - Église wesleyenne de Lower Brighton
- Lower Hainesville
  - Église wesleyenne de Lower Hainesville
- Maple Ridge
  - Église wesleyenne de Maple Ridge
- Miramichi
  - Église wesleyenne de Miramichi
- Moncton
  - Église wesleyenne de Moncton
- Nackawic
  - Église wesleyenne de Nackawic
- Norton
  - Église wesleyenne de Norton
- Perth-Andover
  - Église welseyenne de Perth-Andover
- Quispamsis
  - Église wesleyenne Kings Valley
- Saint-Jean
  - Église SJI
- Sussex
  - Église wesleyenne de Sussex
  - Université Kingswood
- Upper Miramichi
  - Église wesleyenne d'Upper Miramichi
- Woodstock
  - Église wesleyenne de Woodstock

### Lieux de culte hindous
- Fredericton
  - Temple Geeta Bawan

### Lieux de culte juifs

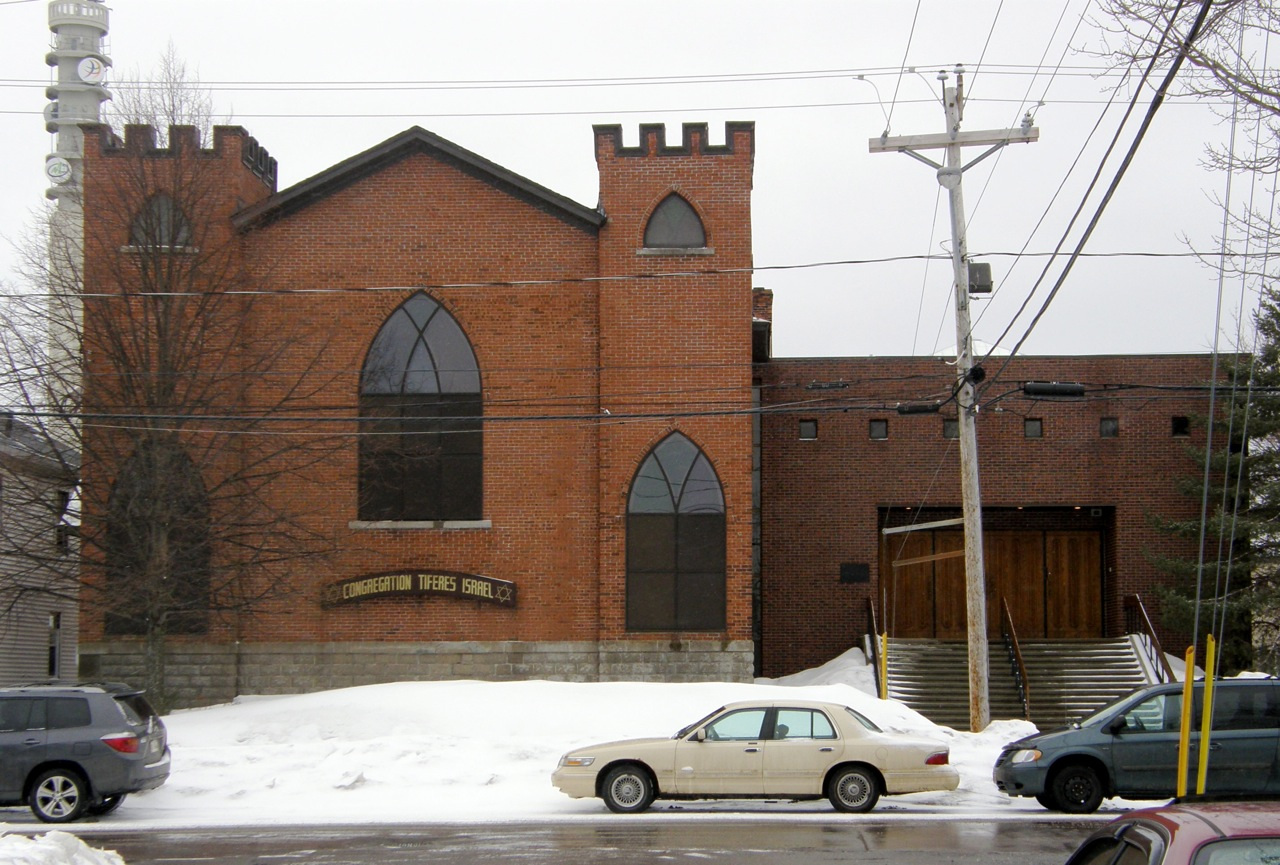
Synagogue Tiferes Israel de Moncton.

- Fredericton
  - Synagogue Sgoolai Israel
- Moncton
  - Synagogue Tiferes Israel
- Saint-Jean
  - Synagogue Shaarei Zedek

### Lieux de culte musulmans
- Fredericton
  - Mosquée de Fredericton
- Moncton
  - Mosquée de Moncton
- Saint-Jean
  - Mosquée de Saint-Jean

## Anciens lieux de culte
- Andover
  - Église anglicane St. John's d'Andover
  - Église anglicane St. Paul's d'Andover
- Cambridge-Narrows (?)
  - Église anglicane St. John's de Cambridge et Waterborough
- Fredericton
  - Église anglicane St. Peter's de Marysville
- Greenwich
  - Église anglicane St. James' de Greenwich
  - Église anglicane St. Peter's de Greenwich
- Grand Bay-Westfield
  - Église anglicane St. Alban's de Westfield
  - Église anglicane St. James' de Westfield
  - Église anglicane St. John the Evangelist de Grand Bay
  - Église anglicane St. Luke's de Westfield
- Grand-Sault
  - Église anglicane All Saints de Grand-Sault
- Kent
  - Église anglicane St. John the Evangelist de Kent
- Ketepec
  - Église anglicane St. Anne's de Ketepec
- Musquash
  - Église anglicane St. Anne's de Musquash
- Nouveau-Danemark (?)
  - Église anglicane St. George's de Denmark
- Prince-William
  - Église anglicane St. John the Evangelist de Prince-William
- Richmond
  - Église anglicane St. John's de Richmond
- Saint-Jean
  - Église anglicane St. Barnabas' de Saint-Jean
  - Église anglicane St. James' de Saint-Jean
  - Église anglicane St. Paul's Valley de Saint-Jean
- Tobique
  - Église anglicane St. Machutus de Tobique

## Sources
- (en) « Diocesan churches », sur Diocèse de Fredericton (consulté le 14 septembre 2014)
- (en) « Les Provinces de l'Atlantique », sur La communauté bahá’íe du Canada (consulté le 14 septembre 2014)
- (en) « Church Locator », sur Convention of Atlantic Baptist Churches (consulté le 14 septembre 2014)
- « Paroisses », sur Archidiocèse de Moncton (consulté le 14 septembre 2014)
- « Zones pastorales », sur Diocèse d'Edmundston (consulté le 14 septembre 2014)
- (en) « Zones pastorales », sur Diocèse de Saint-Jean (consulté le 14 septembre 2014)
- (en) « Church Locations », sur Foursquare Gospel Church of Canada (consulté le 25 septembre 2014)
- (en) « New Brunswick Congregations », sur Église luthérienne du Canada (consulté le 14 septembre 2014)
- (en) « Church Directory », sur Atlantic District United Pentecostal Church (consulté le 14 septembre 2014)
- (en) « Presbyteries & Pastoral Charge Listing », sur Maritime Conference (consulté le 14 septembre 2014)
- (en) « Church Locations », sur Atlantic District of the Wesleyan Church (consulté le 14 septembre 2014)